# Troistorrents
Troistorrents (frankoprovensalska: Trêstorrent) är en ort och kommun i distriktet Monthey i kantonen Valais, Schweiz. Kommunen hade 5 008 invånare (2023).
I kommunen finns även nära gränsen till Frankrike semesterorten Morgins som är en del av skidområdet Portes du Soleil.